# 洼田正孝
窪田正孝（日语：／ Kubota Masataka，1988年8月6日—），日本男演员，出身神奈川县，所属经纪公司为星尘传播，妻子是演員水川麻美。

## 略历
窪田正孝從小怕生，高中唸的是神奈川縣工業高等学校機械科，並在加油站打工，打算畢業後就從事修車類的工作，但他母親希望他能夠接觸各式各樣的人，於是便投稿參加JUNON SUPER BOY選拔賽，雖然止步於半決賽，但緊接著又參加了星塵傳播事務所的徵選，通過後正式出道，當時17歲。
2006年，主演富士电视台日剧《check！！in TOKYO》，由此出道并第一次担纲电视剧主演。
2008年4月，主演电视剧《手机搜查官7》。在徵選會上被三池崇史導演選中，並說「十年後就會明白選他的理由。」對窪田正孝產生重大影響。
2009年1月，主演NHK的《浪花之华~绪方洪庵事件簿》。
2012年6月，出演大河剧《平清盛》，為個人第一次參演大河剧。2013年10月起，出演由蜷川幸雄导演、唐十郎编剧的舞台剧《唐版 泷之白糸》，延伸演藝觸角。
2014年3月，出演NHK晨间剧《花子與安妮》，第二次演出晨间剧，並開始受到注目。
2014年10月，飾演TBS電視台連續劇《為了N》劇中的「成瀨慎司」一角，其演技獲得多家電視雜誌的演技獎。
2015年7月，主演改編自話題漫畫的電視劇《死亡筆記》，並在知名網站Oricon的「2015年上半年爆紅男演員榜」排名第一。

## 個人生活
洼田正孝是家中三兄弟的老么。爱猫家，在老家养了6只猫。
興趣是洗車，室內派，休假也不太出門，非常愛看吉卜力工作室作品，尤其是《魔法公主》。對動畫配音也很想嘗試。
最愛吃肉、甜食黨、喜歡吃冰。
2019年9月22日宣佈於21日和女演員水川麻美正式註冊結婚。

## 戲劇

### 電視劇
| 日期                          | 劇名                                                     | 飾演                          | 電視台     | 備註                                                                                        |
| ----------------------------- | -------------------------------------------------------- | ----------------------------- | ---------- | ------------------------------------------------------------------------------------------- |
| 2006年4月12日－6月15日        | 嘻哈情迷in Tokyo                                         | 青葉拓實                      | 富士電視台 |                                                                                             |
| 2006年11月27日－2007年1月26日 | 家族善哉                                                 | 石井新哉                      | TBS        |                                                                                             |
| 2007年7月6日－9月21日         | 时空警察Wecker Signa                                     | 烏丸鋭一 (怪人：烏)           | TBS        |                                                                                             |
| 2008年4月2日－2009年3月18日   | 手機搜查官7                                              | 網島ケイタ                    | 朝日電視台 |                                                                                             |
| 2009年1月10日－3月7日         | 浪花の華〜緒方洪庵事件帳〜                               | 緒方章                        | NHK綜合    |                                                                                             |
| 2009年10月7日－12月23日       | 古代少女Dogoo酱                                          | 杉原誠                        | MBS        |                                                                                             |
| 2009年11月2日－12月29日       | Xmasの奇蹟                                               | 林田健                        | 東海電視台 |                                                                                             |
| 2010年3月29日－9月25日        | 鬼太郎之妻                                               | 倉田圭一                      | NHK綜合    | 晨間劇 第17週～ (2010年7月19日 -8月7日、9月23日)                                            |
| 2010年6月7日－6月11日         | 僕がセレブと結婚した方法                                 | 澤田信之介                    |            |                                                                                             |
| 2011年1月21日－3月11日        | 日本戀愛語                                               | アキラ                        | NHK綜合    |                                                                                             |
| 2011年5月31日－7月19日        | 下流之宴                                                 | 福原翔                        | NHK綜合    |                                                                                             |
| 2011年9月21日                 | 愛與寬容                                                 | 直人的朋友                    | 日本電視台 | SP                                                                                          |
| 2011年10月5日－12月28日       | QP痞子勇士                                               | エイジ (街の情報屋)           | 日本電視台 |                                                                                             |
| 2012年1月8日－12月23日        | 平清盛                                                   | 平重盛                        | NHK綜合    | 大河劇 第24話-第50話 (2012年6月17日-12月23日)                                               |
| 2012年4月14日－6月30日        | 私立馬鹿蘭高校                                           | 袴塚遼太郎 (宇賀神高校)       | 日本電視台 |                                                                                             |
| 2012年8月18日                 | 毛骨悚然撞鬼經驗 夏之特別篇2012                          | 山田健太                      | 富士電視台 | SP 右肩的女人                                                                               |
| 2012年10月12日－12月14日      | 大奧【男女‧逆轉】                                        | 捨藏 (阿樂)                   | TBS        | 第4-8話 (2012年11月2日-11月30日)                                                            |
| 2012年12月24日                | 青春演算法                                               |                               | 東京電視台 | SP                                                                                          |
| 2013年1月10日－3月21日        | 離婚萬歲                                                 | 初島淳之介                    | 富士電視台 | 第3-4話 (1月24日-1月31日) 第6-7話 (2月24日-2月21日) 第9話 (3月7日) 第11話 (3月21日)         |
| 2013年4月10日                 | ST～警視廳科學特捜班～                                   | 黑崎勇治                      | 日本電視台 | SP                                                                                          |
| 2013年7月8日－9月16日         | 裸夏戀人                                                 | 桐畑光                        | 富士電視台 |                                                                                             |
| 2013年7月12日－9月27日        | Limit 界限                                               | 五十嵐亘 (神奈川縣立陽乃高中) | 東京電視台 |                                                                                             |
| 2013年9月20日                 | 寂寞猎人                                                 | 野呂優人                      | 富士電視台 | SP                                                                                          |
| 2014年2月14日                 | 假面教師特別篇                                           | 天川篤史                      | 日本電視台 | SP                                                                                          |
| 2014年3月31日－9月27日        | 花子與安妮                                               | 木場朝市                      | NHK綜合    | 晨間劇 第3週 第13話 （2014年4月14日- ） 第24屆 TV LIFE年度日劇大賞 最佳男配角獎、最佳新人獎 |
| 2014年7月16日－9月17日        | ST 紅與白的搜查檔案                                      | 黑崎勇治                      | 日本電視台 |                                                                                             |
| 2014年10月17日－12月19日      | 為了N                                                    | 成瀨慎司                      | TBS        | 第83回日劇學院賞 最佳男配角 第24屆 TV LIFE年度日劇大賞 最佳男配角獎、最佳新人獎             |
| 2014年10月18日                | 朝市的新娘（花子與安妮衍生特輯）                         | 木場朝市                      | NHK綜合    | SP                                                                                          |
| 2015年4月10日－6月12日        | 獻給阿爾吉儂的花束                                       | 柳川隆一                      | TBS        |                                                                                             |
| 2015年6月19日－7月24日        | 最後的刑警                                               | 望月亮太                      | 日本電視台 |                                                                                             |
| 2015年6月24日                 | 永遠のぼくら sea side blue（永遠的我們）                 | 山内航汰                      | 日本電視台 | SP                                                                                          |
| 2015年7月5日－9月13日         | 死亡筆記                                                 | 夜神月 (奇樂)                 | 日本電視台 | 第86回日劇學院賞 最佳男主角 Yahoo!検索大賞2015 男演員部門獎                                 |
| 2015年10月21日－10月23日      | HiGH&LOW 熱血街頭                                        | SMOKY                         | 日本電視台 |                                                                                             |
| 2016年1月17日－3月20日        | 臨床犯罪學者 火村英生的推理                              | 有棲川有棲                    | 日本電視台 |                                                                                             |
| 2016年1月24日－3月27日        | MARS ～只是愛著你～(戰神)                                | 桐島牧生                      | 日本電視台 |                                                                                             |
| 2016年4月23日－6月26日        | HiGH&LOW 熱血街頭2                                       | SMOKY                         | 日本電視台 |                                                                                             |
| 2016年5月28日                 | 世界奇妙物語 16春之特別篇                                | 野間崎健二                    | 富士電視台 | SP 做夢機械                                                                                 |
| 2016年9月3日－9月17日         | 最後的刑警 第零章                                        | 望月亮太                      | 日本電視台 |                                                                                             |
| 2016年10月8日－12月10日       | 最後的刑警 第二季                                        | 望月亮太                      | 日本電視台 |                                                                                             |
| 2017年3月19日－4月23日        | 獄之棘                                                   | 武島良太                      | WOWOW      |                                                                                             |
| 2017年4月8日－5月20日         | 四號警備                                                 | 朝比奈準人                    | NHK綜合    |                                                                                             |
| 2017年7月18日－9月19日        | 我們做了                                                 | 增渕飛雄                      | 富士電視台 |                                                                                             |
| 2018年1月12日－3月16日        | 法醫女王                                                 | 久部六郎                      | TBS        |                                                                                             |
| 2018年7月28日－9月8日         | 軟飯男                                                   | 碑文谷翔                      | 朝日電視台 |                                                                                             |
| 2019年                        | 臨床犯罪學者 火村英生的推理 第2季                        | 有栖川有栖                    | Hulu       |                                                                                             |
| 2019年4月8日－6月17日         | X光室的奇蹟～放射科的診斷報告～                          | 五十嵐唯織                    | 富士電視台 |                                                                                             |
| 2019年6月24日                 | X光室的奇蹟～放射科的診斷報告～ 特別篇                   | 五十嵐唯織                    | 富士電視台 | SP                                                                                          |
| 2019年9月29日                 | 臨床犯罪學者 火村英生的推理2019 特別劇「ABC KILLER」篇～ | 有栖川有栖                    | 日本電視台 | SP                                                                                          |
| 2019年9月29日                 | 臨床犯罪學者 火村英生的推理2019 原創劇 ～狩人的惡夢～    | 有栖川有栖                    | Hulu       |                                                                                             |
| 2020年3月30日－11月28日       | 歡呼                                                     | 古山裕一                      | NHK綜合    | 晨間劇 第106回日劇學院賞 最佳男主角                                                         |
| 2021年9月27日－9月29日        | 土方的手機                                               | 土方歲三                      | NHK綜合    |                                                                                             |
| 2021年10月4日－12月13日       | X光室的奇蹟～放射科的診斷報告～第二季                    | 五十嵐唯織                    | 富士電視台 |                                                                                             |
| 2024年4月17日－6月5日         | 驚天七洞                                                 | 作夢的岡本                    | MBS・TBS   |                                                                                             |
| 2024年10月8日－12月10日       | 宇宙漂浮教室                                             | 藤竹叶                        | NHK綜合    |                                                                                             |

### 單集出演
| 日期                       | 劇名                                       | 飾演                              | 電視台     | 備註                                                |
| -------------------------- | ------------------------------------------ | --------------------------------- | ---------- | --------------------------------------------------- |
| 2007年1月6日-6月30日       | 戀愛星期天第3系列                          | 櫻川直人                          | BS-i       | 第24話「きのこの戀」 (2007年6月16日)                |
| 2007年10月12日-12月14日    | 抹布女孩                                   | ジュン                            | 朝日電視台 | 第7話 (11月23日)                                    |
| 2009年8月23日-9月27日      | 曾經是爸爸的媽媽                           | 加山慎一郎(美羽子)                | WOWOW      | 第5-6話 (2009年9月20日、9月27日)                    |
| 2010年7月13日-9月14日      | JOKER 不被原諒的搜查官                     | 椎名高弘                          | 富士電視台 | 第4集 (8月3日)                                      |
| 2011年1月12日-3月16日      | 女鮮師No.1                                 | 中津 (禦堂學園高中二年級A組學生)  | 日本電視台 | 第3話 (1月26日)                                     |
| 2011年1月20日-3月10日      | 美咲Number 1！                             | 美濃部慧太                        | 朝日電視台 | 第4話 (2月10日))                                    |
| 2011年10月18日-12月20日    | 推理要在晚餐後                             | 三浦巡査                          | 富士電視台 | 第4話 (11月8日)                                     |
| 2012年4月17日-6月26日      | Legal High第一季                           | 東久留米 (山內花江的夥伴)         | 富士電視台 | 第2話 (4月24日)                                     |
| 2012年5月12日              | 土曜Wide劇場                               | 黑川圭太                          | 朝日電視台 | 第15作 (2012年5月12日)                              |
| 2012年7月16日-9月17日      | 走馬燈株式會社                             | 關孝弘                            | TBS電視台  | 第1話 (7月16日)                                     |
| 2012年10月8日-12月17日     | 完美的藍                                   | 井波孝 (洋的弟弟，東洋音樂大學生) | TBS電視台  | 第1話 (10月8日)                                     |
| 2013年10月7日-12月16日     | 刑警的目光                                 | 山之内信吾                        | TBS電視台  | 第10-11話 (12月9日-12月16日)                        |
| 2013年12月9日-12月20日     | 她愛上了我的謊 外傳 ～我和她初會前的故事～ | 篠原心也                          | 富士電視台 | 第3話 (12月13日)                                    |
| 2014年1月11日-3月29日      | ウレロ☆未体験少女                          | 西園寺翔                          | 東京電視台 | 第5話 (2月8日)                                      |
| 2016年1月13日-3月16日      | 彼岸花～警視廳搜查七課～                   | 有棲川有棲                        | 日本電視台 | 第6話 (2月17日) from《臨床犯罪學者 火村英生的推理》 |
| 2016年10月9日-12月11日     | 出租救世主                                 | 望月亮太                          | 日本電視台 | 第7話 (11月20日) from《THE LAST COP》               |
| 2017年4月14日-6月16日      | 反轉                                       | 成瀨慎司                          | TBS電視台  | 第10話 (6月16日) from《為了N》                      |
| 2018年4月1日-2019年3月24日 | 魔法×战士 魔力纯心！                       | 林守道                            | 東京電視台 | 第37話 (2018年12月9日)                              |

### 電影
| 上映               | 劇名                                   | 飾演                          | 發行                  | 備註                                            |
| ------------------ | -------------------------------------- | ----------------------------- | --------------------- | ----------------------------------------------- |
| 2006年11月4月      | 幽默曲〜逆光的蝴蝶〜                   |                               | キティ                |                                                 |
| 2008年8月16月      | 同窗會                                 | 中垣                          | エクセレントフィルム  |                                                 |
| 2009年10月24日     |                                        | 杉山律                        | 東寶                  |                                                 |
| 2010年2月20日      | 古代少女Dogoo醬 特别电影版             | 杉原誠                        | 日活                  |                                                 |
| 2010年9月25日      | 13人刺客：殊死血戰                     | 小倉庄次郎 (平山九十郎的學生) | 東寶                  |                                                 |
| 2010年8月14日-20日 | 高校制霸MAX                            | 黑永勇人                      | AMGエンタテインメント |                                                 |
| 2010年8月21日-27日 | 高校制霸MAX2                           | 黑永勇人                      | AMGエンタテインメント |                                                 |
| 2011年1月8日       | 高校制霸Ultimate                       | 黑永勇人                      | AMGエンタテインメント |                                                 |
| 2011年6月3日       | 高校制霸MAXIMUM                        | 黑永勇人                      | AMGエンタテインメント |                                                 |
| 2011年8月6日       | 高校制霸 Ultimatum                     | 黑永勇人                      | AMGエンタテインメント |                                                 |
| 2011年9月10日      | 高校制霸 Ultimatum 2                   | 黑永勇人                      | AMGエンタテインメント |                                                 |
| 2011年9月23日      | 我们无法改变世界。                     | 矢野雅之                      | 東映                  |                                                 |
| 2012年1月14日      | 剪刀 hasami                            | 葉山洋平                      | アートポート          | 第34回橫濱電影節 最佳新人獎                     |
| 2012年3月31日      | 高校制霸SUPERMAX                       | 黑永勇人                      | AMGエンタテインメント |                                                 |
| 2012年8月25日      | 神劍闖江湖                             | 清里明良                      | 華納兄弟              |                                                 |
| 2012年9月1日       | 高校制霸WORSTMAX                       | 黑永勇人                      | AMGエンタテインメント |                                                 |
| 2012年10月13日     | 电影版私立马鹿兰高校                   | 袴塚遼太郎                    |                       |                                                 |
| 2012年11月17日     | 無用的我看見了天                       | 福田良太                      | 東京テアトル          | 第34回橫濱電影節 最佳新人獎 第27回 最佳男配角獎 |
| 2013年1月12日      | 鈴木老师電影版                         | 白井義夫                      | 角川映畫              |                                                 |
| 2013年4月13日      | 高校制霸Supremacy                      | 黑永勇人                      |                       |                                                 |
| 2013年4月26日      | 水母看世界                             | 四人眾‧青龍                   |                       |                                                 |
| 2013年6月28日      | 「ゴッドタン」キス我慢選手権 THE MOVIE | 米迦勒                        | 東寶                  |                                                 |
| 2013年10月5日      | 飛べ！ダコタ                           | 木村健一                      | アステア              |                                                 |
| 2013年12月14日     | 她愛上了我的謊                         | 篠原心也                      | 東寶                  |                                                 |
| 2014年2月1日       | 想要拥抱你                             | 淳平                          | 東寶                  |                                                 |
| 2014年3月22日      | 高校制霸Chronicle                      | 黑永勇人                      |                       |                                                 |
| 2014年4月12日      | 高校制霸ULTRAMAX                       | 黑永勇人                      |                       |                                                 |
| 2014年5月16日      | 黑金丑嶋君2                            | 神咲麗                        | 東寶                  |                                                 |
| 2014年7月12日      | 浪花錢道                               | 青威雄一郎                    | 東寶                  |                                                 |
| 2014年8月1日       | 神劍闖江湖 京都大火篇                  | 清里明良                      | 華納兄弟              |                                                 |
| 2014年9月13日      | 浪客劍心：傳說落幕篇                   | 清里明良                      | 華納兄弟              |                                                 |
| 2015年1月10日      | 電影 ST 紅與白的搜查檔案               | 黑崎勇治                      | 東寶                  |                                                 |
| 2015年4月1日       | 愚人節                                 | 松田                          | 東寶                  |                                                 |
| 2015年8月29日      | 羅曼史                                 | 直樹                          |                       |                                                 |
| 2016年5月7日       | 英雄迷的生活                           | 土志田誠                      | 東映                  |                                                 |
| 2016年5月7日       | 昭和64年·前篇                          | 日吉浩一郎                    | 東寶                  |                                                 |
| 2016年5月7日       | ROAD TO HiGH&LOW 熱血街頭：起源        | Smoky                         | 松竹                  |                                                 |
| 2016年6月11日      | 昭和64年·後篇                          | 日吉浩一郎                    | 東寶                  |                                                 |
| 2016年6月18日      | MARS～只是愛著你～                     | 桐島牧生                      | Show Gate             |                                                 |
| 2016年7月16日      | HiGH & LOW熱血街頭 電影版              | Smoky                         | 松竹                  |                                                 |
| 2017年5月3日       | LAST COP THE MOVIE                     | 望月亮太                      | 松竹                  |                                                 |
| 2017年7月29日      | 東京喰種                               | 金木研                        | 松竹                  |                                                 |
| 2017年8月19日      | HiGH & LOW熱血街頭 電影版 2 天空的盡頭 | Smoky                         | 松竹                  |                                                 |
| 2017年11月11日     | HiGH & LOW熱血街頭 電影版 3 終極任務   | Smoky                         | 松竹                  |                                                 |
| 2018年2月10日      | 犬猿                                   | 金山和成                      |                       |                                                 |
| 2018年8月17日      | 銀魂2：規矩是為了被打破而存在的        | 河上萬齋                      | 華納兄弟              |                                                 |
| 2019年7月5日       | 殺手餐廳 (『Diner ダイナー』)          | スキン(Skin)                  | 華納兄弟              |                                                 |
| 2019年7月19日      | 東京喰種                               | 金木研                        | 松竹                  |                                                 |
| 2020年2月7日       | 幻想                                   | ペンギン（企鵝）              |                       |                                                 |
| 2020年2月28日      | 初戀                                   | 葛城利奧                      | 東映                  |                                                 |
| 2022年1月7日       | 決戰星期天(決戦は日曜日)               | 谷村勉                        |                       |                                                 |
| 2022年4月29日      | 劇場版 X光室的奇蹟～                   | 五十嵐唯織                    |                       |                                                 |
| 2022年9月30日      | 我破碎的真理子                         | マキオ                        |                       |                                                 |
| 2022年11月18日     | 某個男人(ある男)                       | 谷口大祐                      | 松竹                  | 第46回日本電影學院獎 最佳男配角獎               |
| 2023年9月1日       | 甜蜜的家                               | 清沢賢二                      | 日活、東京テアトル    |                                                 |
| 2024年12月20日     | 聖☆哥傳 THE MOVIE〜聖人 VS 惡魔軍團〜  | 魔羅                          | 東寶                  |                                                 |

### 舞台劇
| 日期                   | 劇名                | 飾演      | 備註                                 |
| ---------------------- | ------------------- | --------- | ------------------------------------ |
| 2010年1月27日-1月31日  | Trifle〜reorder〜   | 堺貴博    |                                      |
| 2010年10月1日-10月17日 | 薄櫻鬼 新選組炎舞錄 | 沖田總司  |                                      |
| 2012年10月12日         | 朗讀劇血字的研究    | 約翰·華生 |                                      |
| 2013年10月-11月        | 唐版 瀧野白絲       | 有田      | 泉鏡花原作 唐十郎編劇 蜷川由紀夫導演 |
| 2019年2月8日-3月14日   | 唐版 风又三郎       | 織部      | 宮澤賢治原作 唐十郎編劇 金守珍導演   |

### 廣播劇
| 日期               | 劇名         | 飾演 | 平台         | 備註 |
| ------------------ | ------------ | ---- | ------------ | ---- |
| 2007年8月13日-16日 | 瞳は君ゆえに |      | ニッポン放送 |      |

### 網路劇
| 日期          | 劇名               | 飾演     | 電視台 | 備註 |
| ------------- | ------------------ | -------- | ------ | ---- |
| 2006年1月-3月 | 我的初戀男友       | 裕一     |        |      |
| 2007年7月2日  | 清く戀しく、美しく | 三上雷太 |        |      |

### 配音
| 上映           | 劇名             | 飾演   | 發行               | 備註                                      |
| -------------- | ---------------- | ------ | ------------------ | ----------------------------------------- |
| 2018年10月5日  |                  | 奏汰   |                    |                                           |
| 2020年12月25日 | 煙囪小鎮的普佩   | 普佩   | 東寶、吉本興業     |                                           |
| 2022年10月21日 | モダンラブ・東京 | 梶谷凛 | Amazon Prime Video | 單集出演：第7話「彼が奏でるふたりの調べ」 |

## 综艺节目
- 秘密の俳優（アクト）ちゃん（2014年4月27日、WOWOW大人番組リーグ2）
- 王様のブランチ（2014年11月22日、TBS）
- A-Studio（2014年11月28日、TBS）
- しゃべくり007（2015年6月15日、2016年10月3日、日本電視台）
- おしゃれイズム（2015年7月12日、日本電視台）
- おしゃれイズム（2017年7月23日、日本電視台）

## 奖项
- 2012年 
  - 第34回横滨电影节最優秀新人獎《ふがいない僕は空を見た》、《はさみ hasami》
  - 第27回高崎影展最佳男配角奖《ふがいない僕は空を見た》
- 2013年第1屆日本動作片獎最佳動作男演員《高校制霸》系列
- 2014年
  - 第83回日劇學院賞最佳男配角《為了N》[5]
  - 第24屆TV LIFE年度日劇大賞最佳男配角獎《為了N》、《花子與安妮》
- 2015年第86回日劇學院賞最佳男主角《死亡筆記本》
- 2020年第106回日劇學院賞最佳男主角《歡呼》
- 2021年
  - 東京國際戲劇節最佳男主角《歡呼》
  - エランドール賞新人賞
- 2022年
  - 每日電影獎最佳男配角《那個男人》
  - 日本電影學院獎最佳男配角《那個男人》

## 广告代言
- 麒麟啤酒 FREE「家庭餐廳篇」（2009年）
- 森永製菓「魚仔餅」（2010年）
- gloops「大型合作!!Odin Battle 小組面試篇」（2012年）
- 東日本旅客鐵道「JR東日本 SKI SKI」（2012年 - 2013年）
- Honda Motor「Bike Campaign」（2013年3月15日 - 2015年）
- 日本郵政『そばにいるから、できることがある』（2015年3月 - ）
- NTT DOCOMO「d market」（2015年10月）
- 資生堂 uno（2016年3月 - ）
- 資生堂 Snow Beauty 2016「逆降的雪篇」（2016年7月7日）
- 三得利 BOSS「警察篇」（2016年9月15日）
- 眼鏡市場 FREE FiT（2016年12月 - ）
- Nexon HIT（2016年12月 - ）
- 運動彩券 BIG（2018年4月 - ）
- Sapporo Beer WHITE BELG（2018年4月 - ）
- Nexon OVERHIT 「荒野の決闘篇」（2018年5月 - ）
- 史克威爾艾尼克斯 「FINAL FANTASY VII REMAKE 7min TVCM」（2019年11月3日）
- 大發汽車 Rocky（2019年11月 - ）

### MV
| 日期           | 歌曲                               | 歌手               | 備註 |
| -------------- | ---------------------------------- | ------------------ | ---- |
| 2006年8月9日   | 〈invitation〉                     | 柴崎幸             |      |
| 2007年1月24日  | 〈Lovin' Life〉                    | FUNKY MONKEY BABYS |      |
| 2007年10月31日 | 〈戀をしている〉                   | Every Little Thing |      |
| 2009年6月17日  | 〈君のいない世界〉                 | 自由音樂           |      |
| 2017年7月5日   | と凡下高がやりました〈是我們做的〉 | DISH//             |      |

### 其他
| 日期           |                            | 備註 |
| -------------- | -------------------------- | ---- |
| 2013年7月3日 - | 《東京2020申奧國際宣傳片》 |      |

## 音樂

### 單曲CD
| 日期           | 歌名                        | 備註                                           |
| -------------- | --------------------------- | ---------------------------------------------- |
| 2006年6月21日  | Keep It Goin' On／ROM-4     | 富士電視台日劇《嘻哈情迷 in Tokyo》插曲        |
| 2013年11月27日 | 再見已準備就緒 / CRUDE PLAY | 電影《迷霧中的蝴蝶》插曲                       |
| 2017年7月18日  | 由“Dish //”和“Dish”完成     | 富士電視台日劇《是我們做的》主題曲（數位限定） |